# Kerkuhn
Kerkuhn ist ein Ortsteil in der Ortschaft Sanne-Kerkuhn der Stadt Arendsee (Altmark) im Altmarkkreis Salzwedel in Sachsen-Anhalt, (Deutschland).

## Geographie
Kerkuhn, ein kurzes Straßendorf mit Kirche, liegt sieben Kilometer südwestlich vom Arendsee in der Altmark. Das Feldgehölz Upstall nordwestlich des Dorfes ist als Flächennaturdenkmal geschützt. Südlich des Ortes fließt der Vorflutgraben Sanne-Kerkuhn über den Rademiner Fleetgraben in den Flötgraben.
Nachbarorte sind Sanne im Südwesten, Kläden im Norden, Thielbeer im Nordosten, Heiligenfelde im Osten und Dessau im Südosten.

## Geschichte

### Mittelalter bis 20. Jahrhundert
Der Name Kerkuhn (1375 Kerkune, 1496 Karkun) ist wendischen (slawischen) Ursprungs.
Im Jahre 1323 wurden ein Thiderico Kerkun und seine Frau Margarete erwähnt, als ihnen das Kloster Arendsee ihnen eine Leibrente verschrieb.
Das Dorf Kerkuhn wurde am 29. März 1338 als villa Kerkun erstmals erwähnt, als Busso von Wallstawe Renten aus Kerkuhn und Vissum dem Kloster St. Georg bei Salzwedel überließ. Im Landbuch der Mark Brandenburg von 1375 wird das Dorf als Kerkune aufgeführt. Es umfasste 21 Hufen und gehörte der Propstei Salzwedel. Im Jahre 1565 vertauschte das Domkapitel in Kölln an der Spree seine Besitzungen in Kerkun an die von der Schulenburg. Weitere Nennungen sind 1496 karkun, 1541 Kerkun, 1687 Kerckun und 1804 Kerkuhn.
Im Osten des Dorfes an der Weggabelung nach Thielbeer und Heiligenfelde stand eine Windmühle.

### Herkunft des Ortsnamens
Heinrich Sültmann deutet den Ortsnamen als wendisch, womöglich liegt ein Eigenname „karch“ zugrunde.
Aleksander Brückner ist hingegen der Meinung, der Name sei wegen seiner Endung „-uhn“ möglicherweise deutschen Ursprungs, so wie Schallun.

### Eingemeindungen
Kerkuhn gehörte bis 1807 zum Arendseeischen Kreis, danach bis 1813 zum Kanton Arendsee im Königreich Westphalen, ab 1816 kam es in den Kreis Osterburg, den späteren Landkreis Osterburg in der preußischen Provinz Sachsen.
Am 20. Juli 1950 wurde die bis dahin eigenständige Gemeinde Kerkuhn nach Sanne eingemeindet.
Die Gemeinde Sanne wurde juristisch am 19. Juli 1990 und statistisch am 1. August 1990 in Sanne-Kerkuhn umbenannt.
Mit der Eingemeindung der Gemeinde Sanne-Kerkuhn am 1. Januar 2010 kam der Ortsteil Kerkuhn zur Stadt Arendsee (Altmark) und zur neu gebildeten Ortschaft Sanne-Kerkuhn.

### Einwohnerentwicklung
| Jahr | Einwohner |
| ---- | --------- |
| 1734 | 112       |
| 1774 | 115       |
| 1789 | 104       |
| 1798 | 101       |
| 1801 | 103       |
| 1818 | 110       |
| 1840 | 109       |

| Jahr | Einwohner |
| ---- | --------- |
| 1864 | 134       |
| 1871 | 134       |
| 1885 | 134       |
| 1892 | [00]150   |
| 1895 | 128       |
| 1900 | [00]158   |
| 1905 | 178       |

| Jahr | Einwohner |
| ---- | --------- |
| 1910 | [00]158   |
| 1925 | 168       |
| 1939 | 170       |
| 1946 | 279       |
| 2011 | 107       |
| 2012 | 102       |
| 2013 | 096       |

| Jahr | Einwohner |
| ---- | --------- |
| 2014 | 90        |
| 2015 | 89        |
| 2016 | 89        |
| 2017 | 92        |
| 2020 | [00]84    |
| 2021 | [00]81    |
| 2022 | [0]32     |

Quelle wenn nicht angegeben, bis 2006 und 2011–2017

## Religion
Die evangelische Kirchengemeinde Kerkuhn, die früher zur Pfarrei Sanne gehörte, ist heute Teil des Kirchspiels Sanne-Kerkuhn-Thielbeer und wird betreut vom Pfarrbereich Arendsee im Kirchenkreis Stendal im Bischofssprengel Magdeburg der Evangelischen Kirche in Mitteldeutschland.

## Kultur und Sehenswürdigkeiten

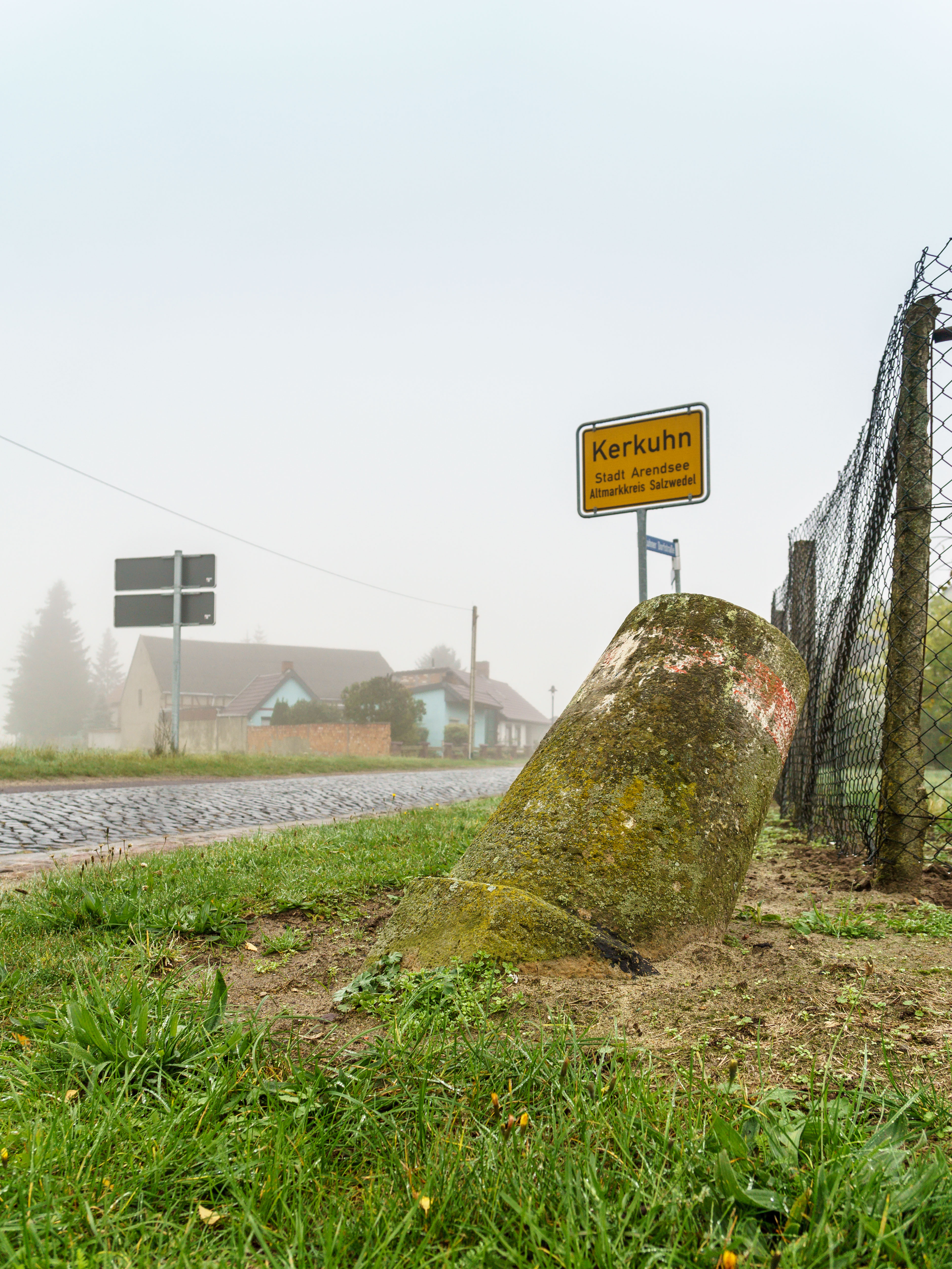
Meilenstein Kerkuhn

- Die evangelische Dorfkirche Kerkuhn wurde im 19. Jahrhundert im neugotischen Stil umgebaut. Der Turm stammt noch vom ursprünglichen Feldsteinbau aus dem 12. Jahrhundert.[24] Das Glockengeschoß wurde in Backstein erneuert.[14]
- Die Kirche steht auf dem Ortsfriedhof, der mit einer Feldsteinmauer umgeben ist.[14]

## Sage aus Kerkuhn
Im Jahre 1908 berichtete der Lehrer Lehrmann über eine Spukstelle. Auf der mit Gestrüpp bewachsenen Grenze zwischen Heiligenfelde und Kerkuhn, gebildet durch den Flötgraben, erscheint allabendlich ein Mann mit einem Hund, der die vorübergehenden Leute durch dumpfe Laute erschreckt und ängstigt.